# Núria Montserrat Pulido
Núria Montserrat Pulido (Barcelona, 9 de junio de 1978) es una bioingeniera española especializada en células madre pluripotentes y la generación de sistemas multicelulares complejos para entender el desarrollo de enfermedades en humanos. Es profesora de investigación del Institución Catalana de Investigación y Estudios Avanzados (ICREA) y jefa del grupo de investigación "Pluripotency for organ regeneration" en el Instituto de Bioingeniería de Cataluña (IBEC). Es miembro también de diversas sociedades científicas como la European Society of Cardiology, la European Foundation for the Study of Diabetes o la Spanish Network of Cell Therapy.

## Trayectoria
Nuria Montserrat estudió Biología en la Universidad de Barcelona (UB), donde también realizó su máster y el doctorado europeo en Biología. Ha conseguido diversas becas postdoctorales, como las que recibió de la Fundación para la Ciencia y la Tecnología (FCT) (Portugal, 2007) y la Beca Juan de la Cierva (Barcelona, 2008). A raíz de sus estudios e investigaciones ha realizado estancias en Suiza, Francia y, más concretamente, en el Salk Institute for Biological Studies bajo la dirección del bioquímico Juan Carlos Izpisúa. Bajo su dirección también, trabajó en el Centro de Medicina Regenerativa de Barcelona, centrando su investigación en enfermedades raras, como la anemia de Fanconi. Sin embargo, admite que uno de los obstáculos que se han encontrado en estas investigaciones es la baja eficiencia, dado que de cada 1.000 células que se pueden extraer de un paciente, una única célula podrá ser igual a una célula madre.
Sus investigaciones se han dirigido a entender cómo se generan todas las células de nuestro organismo a partir de células madre embrionarias. Para realizar sus proyectos, en su laboratorio combina la ingeniería de tejidos, la bioimpresión 3D o la edición genética. Además, se interesa por divulgar la ciencia en la sociedad y promover las carreras científicas entre las personas más jóvenes, por lo que suele realizar apariciones en medios de comunicación y en ámbitos educativos.
Ante la llegada del SARS-CoV-2, Montserrat ha cambiado el rumbo de sus investigaciones, dado que el virus afecta especialmente a pulmones y riñones. Su equipo ha identificado un fármaco (APN01) que había sido desarrollado durante la epidemia del Sars de 2003 y que bloquea el virus en las primeras fases de la infección. Para ello ha infectado y tratado miniriñones creados con impresora 3D.

## Reconocimientos
Entre sus logros científicos, destaca la participación en el primer trabajo que describe la generación de organoides de riñón, trabajo que fue seleccionado por la revista Science como uno de los 10 descubrimientos del año 2013.
El equipo que Nuria Montserrat lidera en el Instituto de Bioingeniería de Cataluña recibió el premio Íñigo Álvarez de Toledo a la investigación en nefrología Básica otorgado por la Fundación Renal, por el trabajo «Fine tuning the extracelular environment acelerates pluripotente stem cells».